# Antonin Carlès
Jean-Paul-Antonin-Charles Carlès, più noto come Antonin Carlès (Gimont, 23 luglio 1851 – Parigi, 19 febbraio 1919), è stato uno scultore francese.

## Biografia
Antonin Carlès iniziò i propri studi a Marsiglia, e in seguito alla scuola di belle arti di Tolosa e a quella di Parigi, dove divenne uno studente di François Jouffroy (1806-1882) e di Ernest-Eugène Hiolle (1834-1886). Egli ottenne il gran premio all'esposizione universale del 1889.
Carlès fu un membro della società degli artisti francesi (Société des Artistes français). Venne nominato cavaliere della Legion d'onore nel 1889 e poi venne promosso a ufficiale nel 1900 e a commendatore nel 1913. Le sue statue di Bacco (1903) e della Gioventù (esposta al Salone del 1883) ebbero un grande successo.
I suoi funerali si svolsero a Parigi, nella chiesa di Nostra Signora di Loreto, e la sua sepoltura avvenne al cimitero di Léguevin.

## Opere

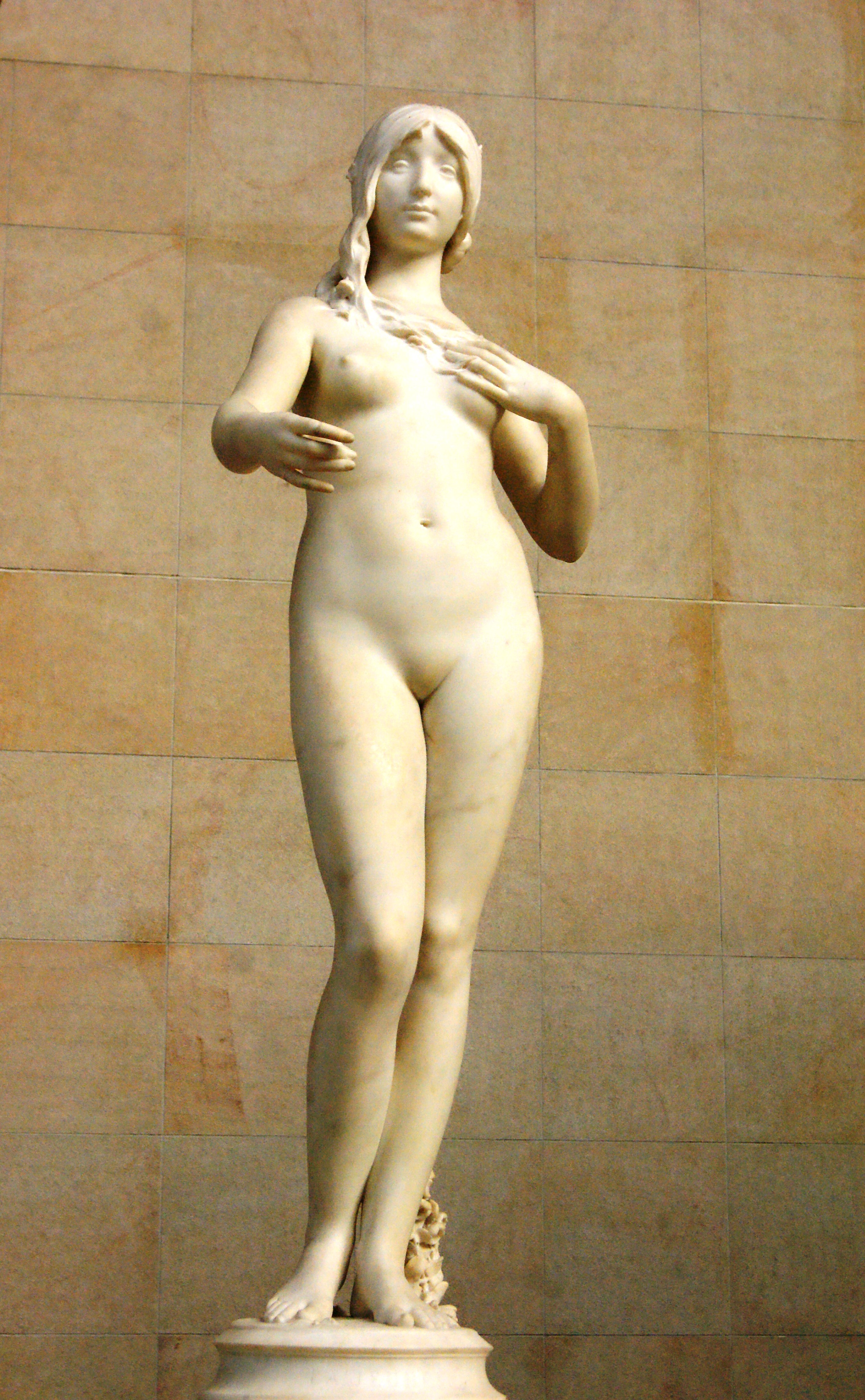
La Gioventù (1885), marmo, Parigi, museo d'Orsay

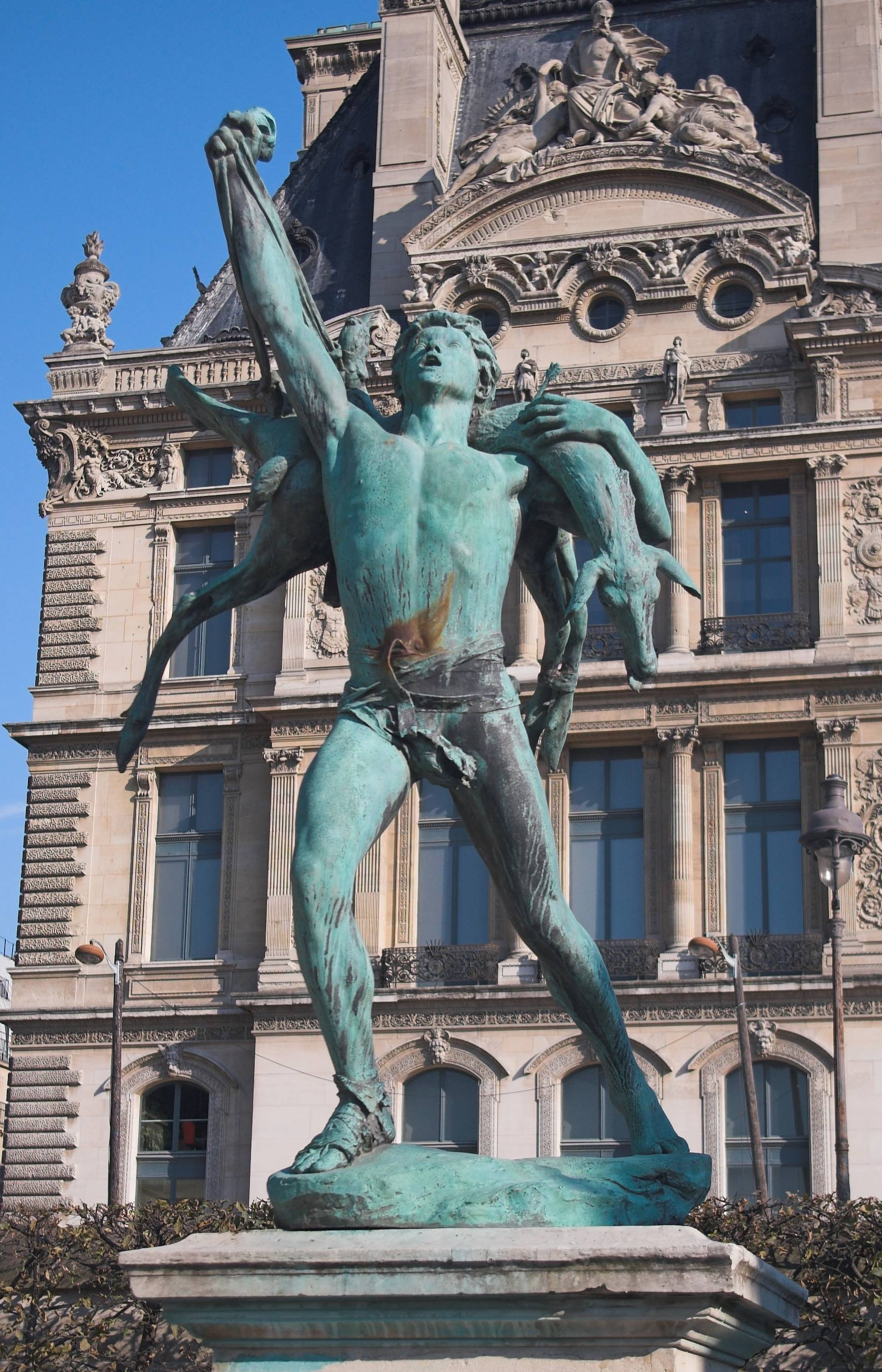
Il ritorno dalla caccia (1888), bronzo, Parigi, giardino delle Tuileries

- La Cigale, Salone del 1878, gesso, museo Eugène Camoreyt di Lectoure.[4]
- Le Mendiant, Salone del 1879, gesso, museo dei Giacobini di Auch.[5]
- Carlo VII, 1879, pietra, facciata del municipio di Compiègne.[6]
- Abel, Salone degli artisti francesi del 1881 (vincitore della medaglia), modello originale in gesso, acquistato dallo stato, museo di belle arti di Angers.[7] Un altro esemplare in gesso, donato dall’artista, è conservato al musée des Augustins di Tolosa.
- Abel, Salone del 1887, marmo, acquistato dallo stato, assegnato al museo d'Orsay a Parigi, ubicazione attuale sconosciuta.[8]
- La Gioventù, Salone della Società degli artisti francesi del 1883, fuori concorso, gesso, museo di Grenoble.[3] Vinse come premio una borsa di viaggio.[9]
- La Gioventù, 1885, marmo, Parigi, museo d’Orsay.[3][10] Realizzata dalla manifattura di Sèvres.
- Jules Breton, peintre, 1885, busto in gesso e terracotta patinata, 68 × 55 × 38 cm, museo delle belle arti di Digione.[11]
- Il ritorno dalla caccia, 1888, bronzo, fuori concorso al Salone degli artisti francesi del 1888 et premiato all'esposizione universale del 1889, Parigi, giardino delle Tuileries, allée de Diane.[12]
- Au Champ d’Honneur, 1894, pietra, castello di La Boissière.
- Tomba di Henri Cernuschi, 1896, pietra, Parigi, cimitero del Père-Lachaise.
- Étude, Salone degli artisti francesi del 1898, busto in marmo, Londra, ambasciata di Francia.[13]
- L'Architecture, 1900, marmo, Troyes.
- Bacco, 1903, statua in bronzo, museo delle belle arti di Digione.
- Bacco, 1904, statua in marmo, Parigi, museo d’Orsay.[14]
- Bacco, statua in gesso, museo di belle arti di Nantes, realizzata come biscuit dalla manifattura di Sèvres.
- Monumento al comandante Olympe Hériot, 1906, marmo, La Boissière-École, scuola Hériot.
- Portrait de Mademoiselle Simone, Salone degli artisti francesi del 1907, marmo, ubicazione sconosciuta.
- Armand Fallières, 1908, busto in marmo, Parigi, palazzo dell'Eliseo,[15] realizzato come biscuit dalla manifattura di Sèvres.
- Monumento a Pierre Goudouli, 1911, Campidoglio di Tolosa, sala degli illustri, parte nord, intercolunnio dei muri est e ovest.
- Le Lot-et-Garonne à ses enfants illustres ; les Lauriers, 1912, bronzo, museo di belle arti di Agen.[16]
- Monumento agli Schneider, 1913, bronzo, Le Creusot (Borgogna).
- Max Barthou. Figlio di Léon Barthou, 1913, marmo, Parigi, museo d'Orsay.[17]
- Buste d’adolescent, 1913, marmo, anticamente al museo del Lussemburgo, ubicazione sconosciuta.[18]
- Monumento a Louis Pasteur, bronzo, Dole, cours Saint-Mauris.
- Busto di Henri Cernuschi, marmo, Strasburgo, museo alsaziano.
- Giovanna d'Arco, 1916, marmo, Parigi, chiesa di Saint-Charles de Monceau.[19]
- Monumento a Jean-Géraud d'Astros, inaugurato il 5 giugno del 1932, busto in pietra, Auch, jardin Ortholan.[20]

## Galleria d'immagini

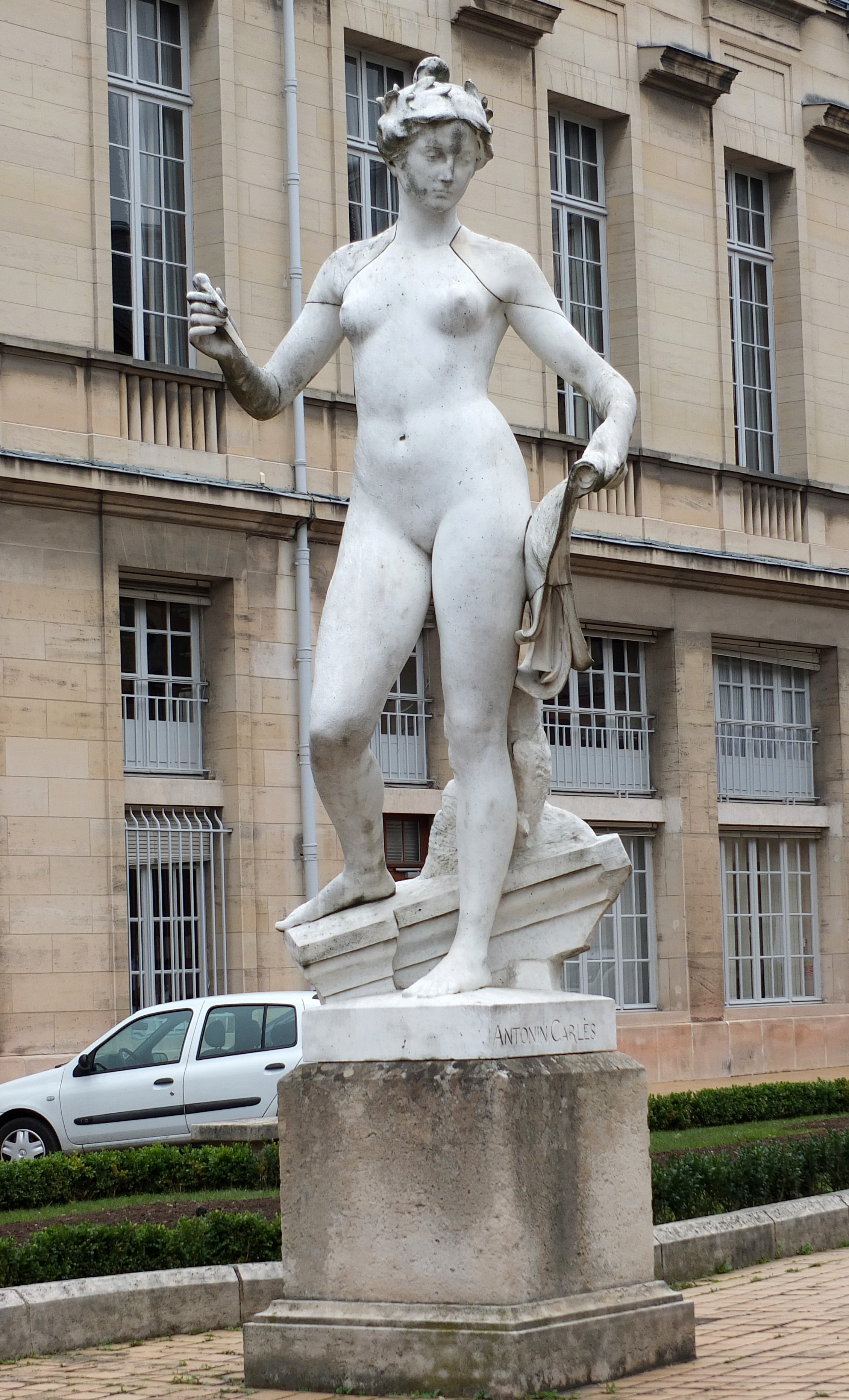
L'Architecture (1900), marmo, Troyes.
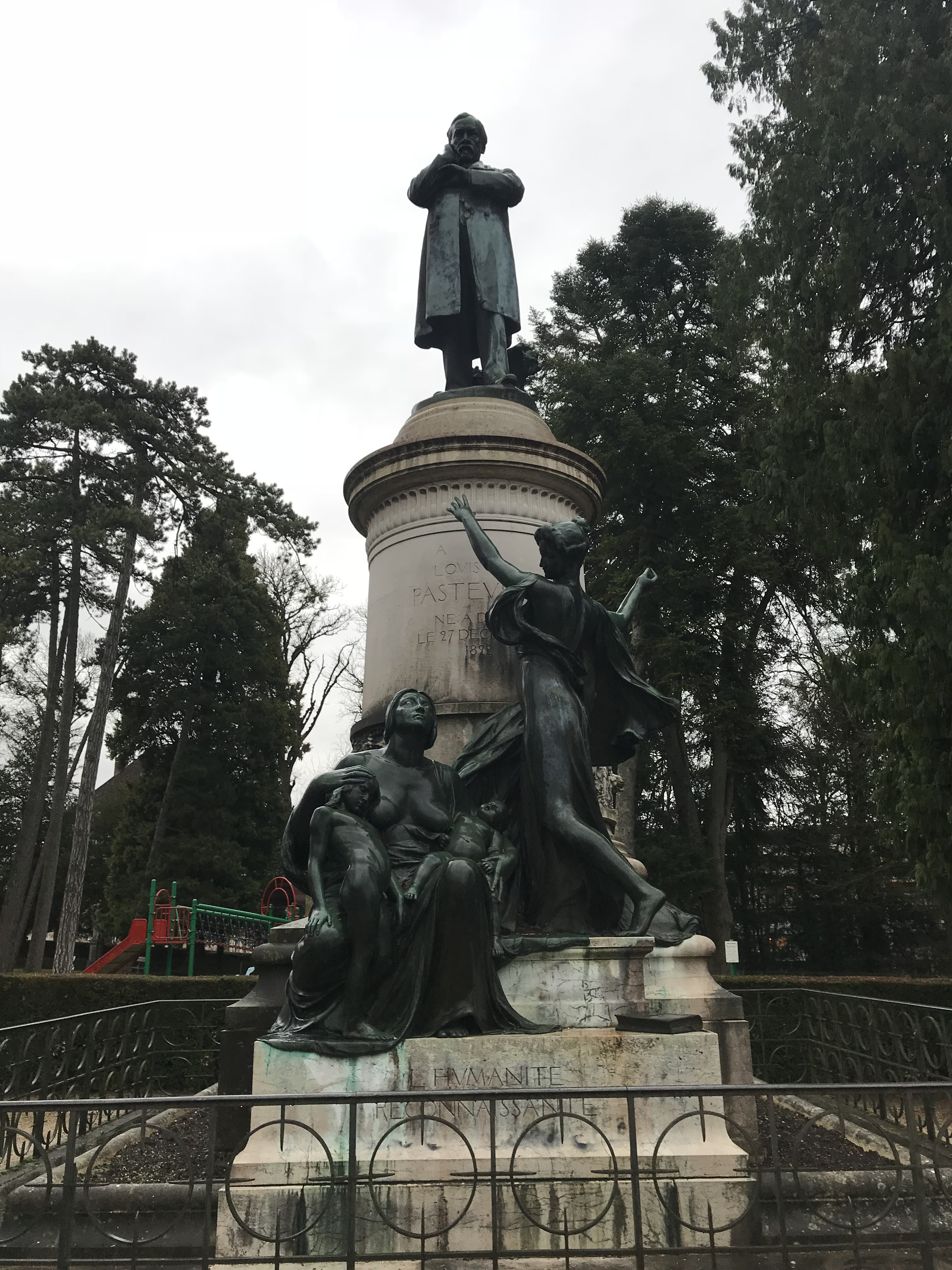
Monumento a Louis Pasteur (1910), bronzo, Dole
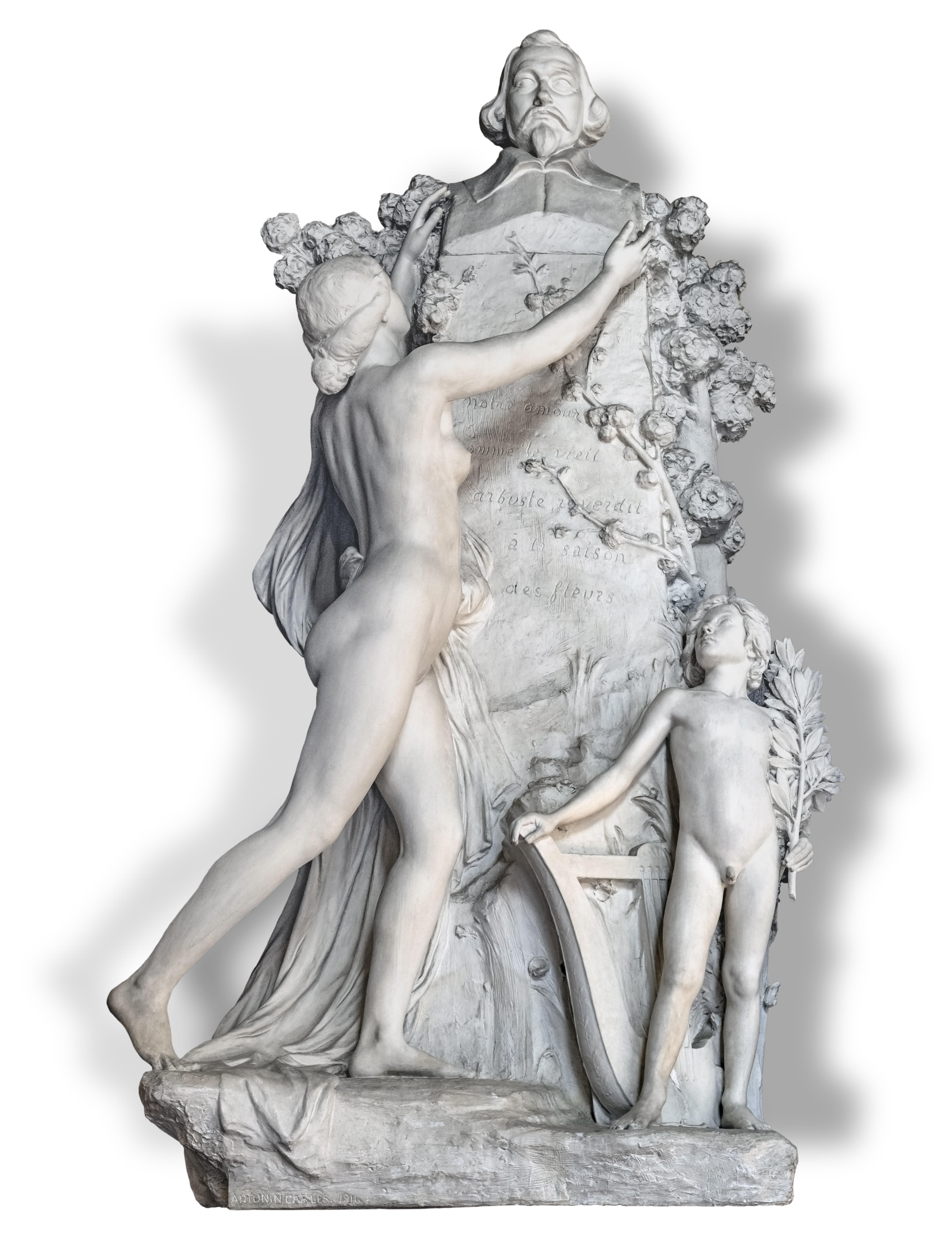
Monumento a Goudouli (1911), Campidoglio di Tolosa